# 강영서 (스키 선수)
강영서(姜英署, 1997년 7월 19일~)는 대한민국의 알파인 스키 선수이다.

## 경력
부산광역시 출신으로 아버지는 강홍구이다. 어릴 때에는 농구나 태권도 같은 운동을 했었으며 농구 선수로서 전국소년체육대회에 참가하기도 했다. 하남초등학교 1학년 때 스키에 입문하였고 2010년에는 전국동계체전에 부산광역시 대표로 출전하여 초등부에서 4관왕에 오르며 부산 선수로는 최초로 스키 종목에서 메달을 획득하기도 했다. 이후 하남중학교와 성일여자고등학교에 진학하여 선수 경력을 이어가며 전국 대회에서 다수의 메달을 획득하였고 2013년에 국가대표로 발탁되었다. 같은 해 11월에는 중화인민공화국 베이징에서 열린 국제 스키 연맹(FIS) 레이스에 참가하여 회전과 대회전에서 각각 1, 2위를 차지했다. 이후 허베이성 장자커우시의 충리현의 완룽 스키 리조트에서 열린 극동컵에 대한민국 국가대표로 참가하여 대회전 경기에서 11위, 회전 경기에서 5위를 기록했다. 이듬 해인 2014년에는 러시아 소치에서 열리는 제22회 동계 올림픽에 대한민국 국가대표로 발탁되었으며, 소치 올림픽에 참가한 대한민국 알파인 스키 선수 중 가장 어린 선수이기도 하다.